# Liberty Classic
La Liberty Classic est une course cycliste féminine américaine, créée en 1994. Elle se déroule sur environ 92 km, le même jour que son pendant masculin, la Philadelphia International Championship à Philadelphie. Le circuit long de 23,1 km comporté cinq côtes, dont le Manayunk Wall. Malgré tout, elle s'est quasiment toujours conclue par un sprint massif.
Elle fait partie de la  Coupe du monde de cyclisme sur route féminine à partir de la création de celle-ci, en 1998, jusqu'en 2001. Par la suite, elle est rétrogradée en catégorie 1.1 du Calendrier international féminin UCI. De 2006 à 2008, elle fait partie d'un triptyque de courses d'un jour étalées sur une semaine dénommé Commerce Bank Triple Crown of Cycling. Les deux autres épreuves de cette compétition étaient la Lehigh Valley Classic et la Reading Classic. La Liberty Classic en était la finale.
L'édition 2013 est annulée. La Philadelphia Cycling Classic est organisée dans la même ville dès 2013. Le circuit est sensiblement identique, mais la ligne d'arrivée est déplacée en haut du Manayunk Wall, alors que celle de la Liberty Classic se situait sur la Benjamin Franklin Parkway,.

## Palmarès
| Année | Vainqueur           | Deuxième            | Troisième              |
| ----- | ------------------- | ------------------- | ---------------------- |
| 1994  | Marianne Berglund   | Julie Young         | Deirdre Demet-Barry    |
| 1995  | Clara Hughes        | Jeanne Golay        | Jacqueline Nelson      |
| 1996  | Petra Rossner       | Jeanne Golay        | Karen Livingston-Bliss |
| 1997  | Edita Pučinskaitė   | Rasa Polikevičiūtė  | Karen Kurreck          |
| 1998  | Petra Rossner       | Diana Žiliūtė       | Gabriella Pregnolato   |
| 1999  | Petra Rossner       | Karen Dunne         | Hanka Kupfernagel      |
| 2000  | Petra Rossner       | Diana Žiliūtė       | Vera Hohlfeld          |
| 2001  | Petra Rossner       | Anna Millward       | Debby Mansveld         |
| 2002  | Petra Rossner       | Laura Van Gilder    | Deirdre Demet-Barry    |
| 2003  | Lyne Bessette       | Lynn Gaggioli       | Judith Arndt           |
| 2004  | Petra Rossner       | Gina Grain          | Laura Van Gilder       |
| 2005  | Ina-Yoko Teutenberg | Regina Schleicher   | Laura Van Gilder       |
| 2006  | Regina Schleicher   | Ina-Yoko Teutenberg | Tina Pic               |
| 2007  | Ina-Yoko Teutenberg | Regina Schleicher   | Gina Grain             |
| 2008  | Chantal Beltman     | Brooke Miller       | Ina-Yoko Teutenberg    |
| 2009  | Ina-Yoko Teutenberg | Joanne Kiesanowski  | Shelley Olds           |
| 2010  | Ina-Yoko Teutenberg | Shelley Evans       | Theresa Cliff-Ryan     |
| 2011  | Giorgia Bronzini    | Shelley Olds        | Jennifer Purcell       |
| 2012  | Ina-Yoko Teutenberg | Rochelle Gilmore    | Giorgia Bronzini       |